# Zastęp zastępowych
Zastęp zastępowych (ZZ) – fakultatywna jednostka działająca w drużynie harcerskiej, przede wszystkim skupiająca wszystkich zastępowych.

## Misja
Zastęp zastępowych ma przede wszystkim być zastępem dla zastępowych. Oznacza to, że w jego ramach zdobywają sprawności, uczą się nowych technik harcerskich i - co najważniejsze - doskonalą się w tym wszystkim co mogą przenieść na grunt swoich zastępów. Jest to również nieustający kurs, przystosowujący do pełnienia funkcji zastępowego, kształcący harcerskich wodzów, a w dalszej perspektywie - kadrę drużyny. Zbiórki ZZ powinny stanowić wzorzec, realizowany przez zastępowych na spotkaniach swoich własnych zastępów.

## Struktura
Zastęp zastępowych działa na prawach zastępu. W związku z tym, ZZ powinien posiadać atrybuty typowego zastępu przewidziane przez tradycję środowiska, takie jak proporzec, obrzędowość i nazwę. Członkostwo w nim z racji pełnionej funkcji przysługuje wszystkim zastępowym, a czasem także podzastępowym. Członkowie ZZ spotykają się na zbiórkach zastępu. W tych spotkaniach zazwyczaj biorą udział również przyboczni. Zastępowym ZZ jest z zasady drużynowy lub (wyjątkowo) jeden z przybocznych.
Działalność ZZ może mieć charakter niejawny – o jego istnieniu wiedzą wówczas tylko jego członkowie.